# Mango (Piemont)
Mango (piemontesisch ël Mango) ist eine Gemeinde in der italienischen Provinz Cuneo (CN), Region Piemont.

## Lage und Einwohner
Mango liegt knapp 80 Straßenkilometer nordöstlich von der Provinzhauptstadt Cuneo entfernt, in der Weinregion Langhe. Das Gemeindegebiet umfasst eine Fläche von 20 km² und hat 1256 Einwohner (Stand 31. Dezember 2023). Zur Gemeinde zählen auch die Dörfer und Weiler Bosi, Riforno, San Donato und Romanino.
Die Nachbargemeinden sind Camo, Castino, Coazzolo, Cossano Belbo, Neive, Neviglie, Rocchetta Belbo, Santo Stefano Belbo und Trezzo Tinella.

## Geschichte

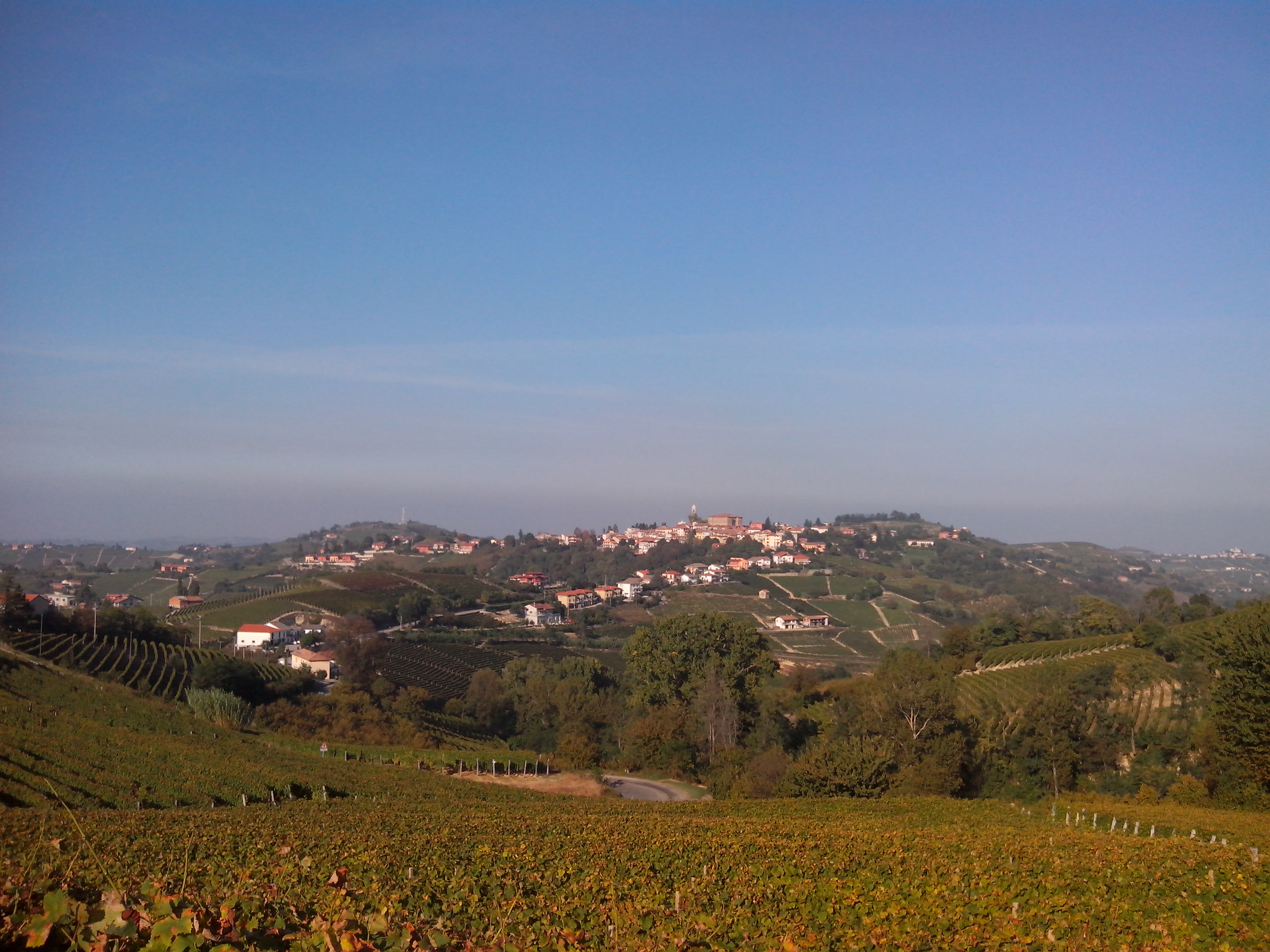
Mango Panorama

Der Ortsname, der in der mittelalterlichen Dokumentation von 1215 zunächst als „Mangum“, dann als „Maingus“ erscheint, bestätigt die Hypothese einiger Gelehrter, die ihn für eine Adaption des piemontesischen Wortes „mangu“ halten, das als „mangano“ verstanden wird. Es gibt nur wenige historische Informationen über die frühen Ereignisse des Dorfes. Man weiß nur, dass seine Ursprünge bis ins Jahr 1275 zurückreichen, als die Asti-Armee die Burgen von Frave, Vaglio, Vene und das Dorf Lanlonzo dem Erdboden gleichmachte. Unter den historisch-architektonischen Zeugnissen erscheint nur das Schloss, das Ende des 13. Jahrhunderts erbaut wurde. Jahrhundertelang war es die Sommerresidenz der Markgrafen von Busca, die eine prächtige Ausstattung wünschten. Es wurde von den Einwohnern von Asti als Vergeltung gegen Alba erbaut, die sie in der Schlacht von Cossano auf freiem Feld besiegt hatte. Im Inneren sind noch geheime Gänge erhalten, die einst dazu dienten, Belagerungen zu entgehen. Seit einigen Jahren ist hier die regionale Enoteca untergebracht.
In der Endphase des Zweiten Weltkriegs war Mango einige Zeit eine Partisanengarnison. In Erinnerung an die Ereignisse in dieser Gegend wurde 2001 auf Initiative des Journalisten Raoul Molinari und basierend auf einem Projekt von Letizia Rivetti in Mango der literarische Weg mit dem Titel „Das Land des Partisanen Johnny“ gegründet zum Roman „Der Partisan Johnny“ von Beppe Fenoglio.

## Kulinarische Spezialität
In Mango werden Reben für den Dolcetto d’Alba, einen Rotwein mit DOC Status angebaut. Die Beeren der Rebsorten Spätburgunder und/oder Chardonnay dürfen zum Schaumwein Alta Langa verarbeitet werden. Die Muskateller-Rebe für den Asti Spumante, einen süßen DOCG-Schaumwein mit geringem Alkoholgehalt sowie für den Stillwein Moscato d’Asti wird hier ebenfalls angebaut.